# Norbert Hoffmann
Norbert Maurice Hoffmann (født 28. juli 1916 i Dudelange, død 10. februar 2011 i Niederanwen, Luxembourg) var en luxembourgsk komponist, professor, lærer, klarinetist, violinist og dirigent.
Hoffmann studerede klarinet, violin og harmonilærer og komposition på Musikkonservatorierne i Luxembourg og Bruxelles. Han skrev orkesterværker, kammermusik, symfoniske digtninge, koncertmusik, rapsodier, scenemusik, messer, hymner etc. Hoffmann var professor og lærer i harmonilærer i mange år på Muskkonservatoriet i Luxembourg. Som komponist var han var inspireret af Max Reger og Richard Strauss og den franske gruppe af komponister Les Six. Han har vundet flere priser for sine kompositioner, især for harmoniorkestre.

## Udvalgte værker
- Koncert (1973) - for orkester
- Luxembourgsk rapsodi (1945) - for blæserorkester
- Spansk fantasi (1955) - for harmoniorkester
- Divertimento (1989) - for blæserorkester